# (Placé) sur un point fixe (Pris) depuis un point fixe. no 717
(Placé) sur un point fixe (Pris) depuis un point fixe. no 717 est une œuvre de l'artiste américain Lawrence Weiner située à Paris, en France. Créée en 1992, elle est installée dans les jardins des Tuileries en 2000. Il s'agit d'une installation murale reprenant le titre de l'œuvre.

## Description
L'œuvre prend la forme d'un deux phrases « (Placé) sur un point fixe » et « (Pris) depuis un point fixe », peintes à la peinture époxy blanche sur un mur.

## Localisation
L'œuvre est installée dans les jardins des Tuileries contre un mur de la terrasse, près de la galerie du jeu de paume.

## Historique
(Placé) sur un point fixe (Pris) depuis un point fixe. no 717 est créée en 1992. Elle est acquise en 2000 par l'État français et installée cette année-là dans les jardins des Tuileries.

## Artiste
Lawrence Weiner (né en 1942) est un artiste américain.